# 魯舍市鎮
46°32′18″N 15°30′55″E / 46.53833°N 15.51528°E

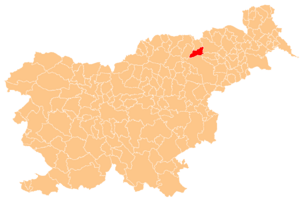

魯舍市鎮是斯洛文尼亞東北部的市镇，行政中心为魯舍，處於下施蒂利亞地區。市镇面積为60.8平方公里，2020年人口数量为7,017人。